# John Marriott (historiker)
John Arthur Ransome Marriott, född den 17 augusti 1859, död den 6 juni 1945, var en engelsk historiker. 
Marriott, som 1884–1920 var lärare vid Worcester College i Oxford, tog verksam del i den engelska rörelsen för universitetsutvidgning och var 1895–1920 sekreterare i Oxforduniversitetets delegation för detta ändamål. Han var 1919–23 direktör för Great Northern Railway, var 1917–22 och ånyo 1923–29 konservativ ledamot av underhuset. Han erhöll knightvärdighet 1924.
Bland hans många historiska skrifter märks George Canning and his times (1903), England since Waterloo (1913), The eastern question: a study in european diplomacy (1917), English history in Shakespeare (1918), England under the Tudors (1922) och avdelningen Our own times i samlingsverket "These eventful years" (1924). Marriott skrev bland annat Second chambers (1910), Syndicalism: economic and political (1921) och Economics and ethics (1923).